# Gyllenkronad manakin
Gyllenkronad manakin (Lepidothrix vilasboasi) är en fågel i familjen manakiner inom ordningen tättingar.

## Utseende och läte
Gyllenkronad manakin är en mycket liten (8,5 cm) manakin i grönt och gult. Hanen är huvudsakligen gräsgrön, med gult på buk och undre stjärttäckare, vitt på övergump och övre stjärttäckare och glittrande guldgult på hjässa och nacke. Ögat är vitaktigt, näbben ljust blåaktig och benen ljusskära. Honan liknar hanen men har en något blåaktig ton på hjässan och övergumpen är grön. Hanen skiljs från närbesläktade snöhättad manakin på hjässfärgen, men honorna är förmodligen omöjliga att skilja åt i fält. Hanens läte verkar likna övriga i släktet, ett strävt "prreee" ibland avgivet i serier.

## Utbredning och systematik
Fågeln förekommer i östra Amazonområdet i Brasilien, nära källflödet till Rio Tapajós i sydvästra Pará. Den behandlas som monotypisk, det vill säga att den inte delas in i några underarter.

## Status och hot
Gyllenkronad manakin har ett litet utbredningsområde och tros minska i antal till följd av habitatförlust. Trots det listas den ändå som livskraftig av internationella naturvårdsunionen IUCN.

## Namn
Fågelns vetenskapliga artnamn hedrar bröderna Orlando Vilas Boas (1914–2002), Cláudio Vilas Boas (1916–1998) och Leonardo Vilas Boas (1918–1961), alla brasilianska pionjärer och antropologer.